# Beilschmiedia paulocordata
Beilschmiedia paulocordata är en lagerväxtart som beskrevs av Fouilloy & N. Halle. Beilschmiedia paulocordata ingår i släktet Beilschmiedia och familjen lagerväxter. Inga underarter finns listade i Catalogue of Life.